# Maria Domenica Mazzarello
Maria Domenica Mazzarello, född 9 maj 1837 i Mornese, död där 14 maj 1881, var en italiensk nunna. Tillsammans med Giovanni Bosco grundade hon år 1872 Salesiansystrarna, vilka bland annat ägnar sig åt katolsk undervisning av barn och ungdomar. Maria Domenica Mazzarello vördas som helgon inom Romersk-katolska kyrkan.

## Bilder
| - Heliga Maria Domenica Mazzarellos sarkofag. |

### Webbkällor
- ”Santa Maria Domenica Mazzarello, vergine”. Santi e Beati. http://www.santiebeati.it/Detailed/32600.html. Läst 21 oktober 2018.